# Acridoxeninae
Acridoxeninae es una subfamilia de insectos ortópteros de la familia Tettigoniidae. Tiene un solo género Acridoxena, que es monotípico, su única especie Acridoxena hewiana, es originaria de África.